# Kościół Zwiastowania w Mdinie
Kościół Zwiastowania Pańskiego (malt. Knisja tal-Lunzjata, ang. Church of the Annunciation), znany też jako Kościół Karmelitów (ang. The Carmelite Church) – barokowy kościół zakonny Karmelitów, znajdujący się w Mdinie na Malcie.

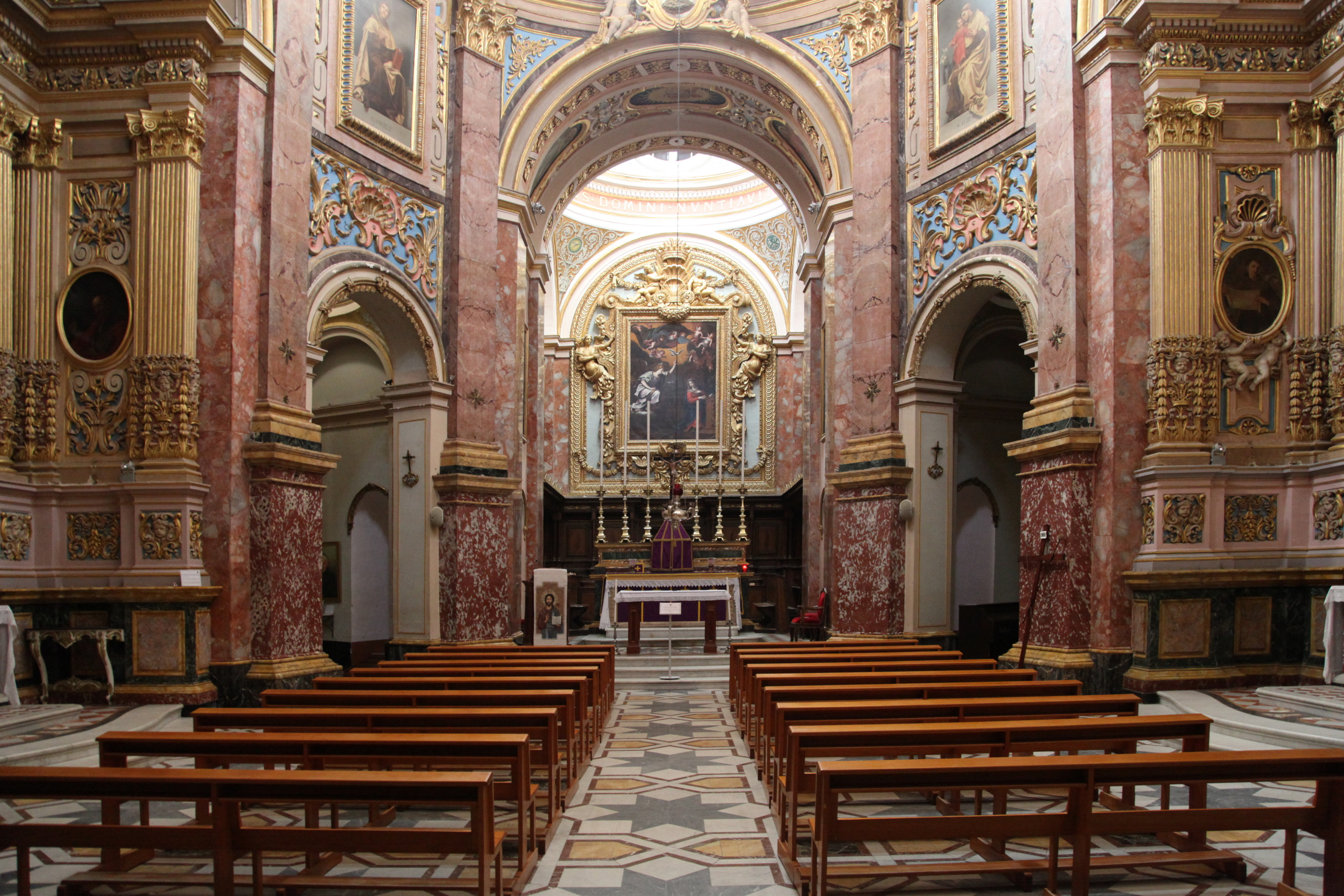
Wnętrze kościoła

## Historia
Zapiski podają, że na miejscu dzisiejszego kościoła stała poprzednio kaplica, dedykowana Narodzeniu Matki Bożej. Inne źródła podają, że kaplica była poświęcona Vergine della Rocca. Kaplica wraz z otaczającym ją terenem została przekazana Karmelitom w latach 50. XVII wieku. Kościół powstał pomiędzy rokiem 1660 a 1675, jego projektantem był, według jednych źródeł Francesco Sammut, według innych domniemywa się, że Mederico Blondel des Croisettes.
Po trzęsieniu ziemi w roku 1693, które zniszczyło wiele ważnych budynków, szczególnie średniowieczną katedrę św. Pawła, kapituła katedry przeniosła się do kościoła Karmelitów, gdzie urzędowała do roku 1702, kiedy nowa katedra została poświęcona. Co więcej, kościół pełnił rolę kościoła parafialnego w tym czasie.
Podczas okupacji francuskiej, w lipcu 1798 roku kościół został splądrowany przez Francuzów, którzy ukradli kosztowności w celu sfinansowania wojen Napoleona. We wrześniu tego roku, kiedy Francuzi byli w drodze, by ograbić kościół z cennych adamaszkowych zasłon, maltańscy buntownicy zamknęli drzwi kościoła, i mówi się, że pewien chłopiec wszedł na dzwonnicę, aby wszcząć alarm. W konsekwencji wydarzenie to było początkiem powstania przeciwko Francuzom.

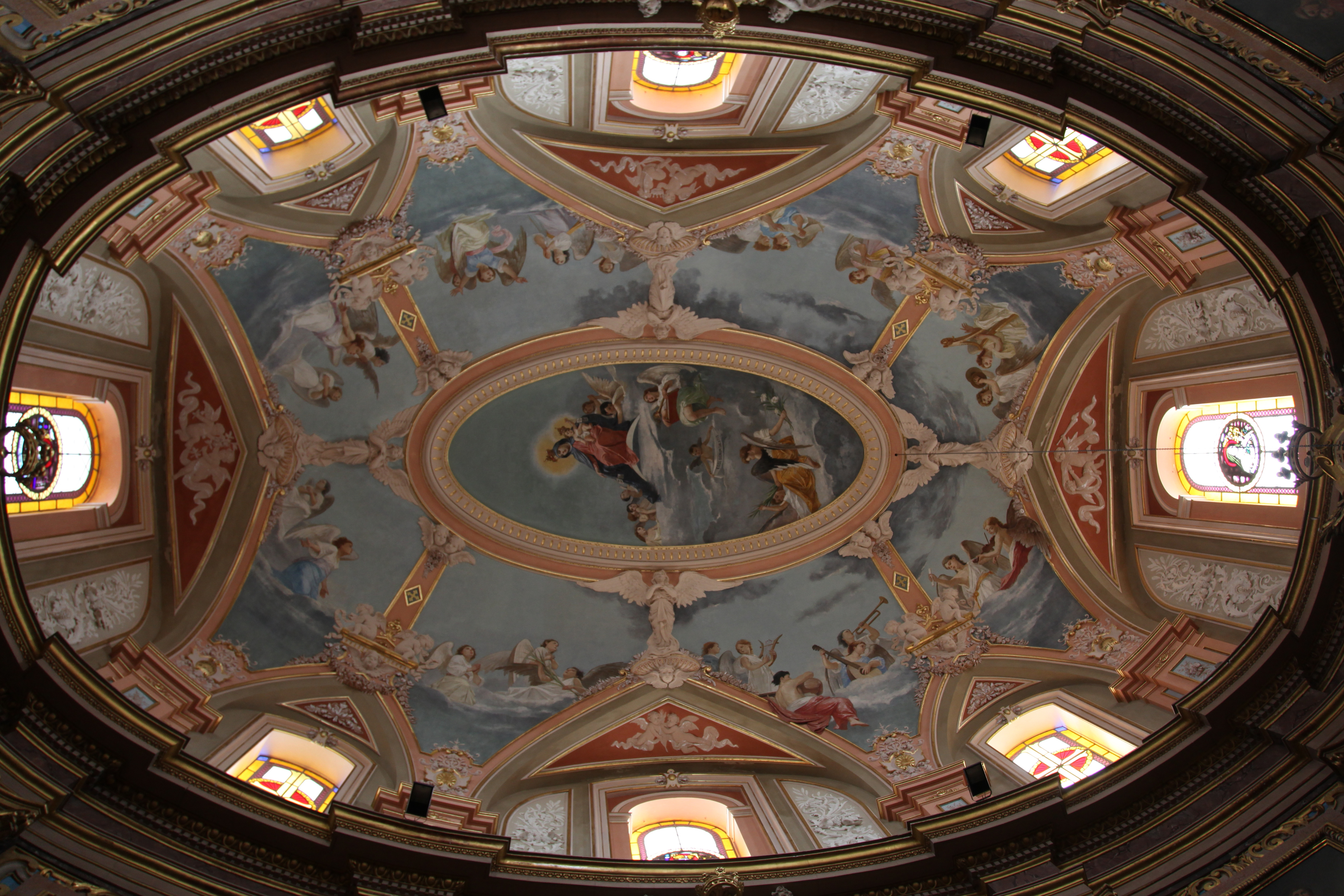
Wnętrze kopuły

## Wnętrze kościoła
W kościele znajdują się spektakularne malowidła wewnątrz kopuły oraz na chórze. Obraz tytularny wykonany został przez Stefano Erardiego. Wnętrze kościoła, który ma cztery kaplice i siedem ołtarzy, ozdobione jest barokowymi rzeźbami i obrazami, wykonanymi przez wybitnych artystów, m.in. Mattia Pretiego, Michele Bellantiego i Giuseppe Calì. Do ważnych dzieł rzeźbiarskich należą bogato rzeźbiona i pozłacana drewniana rama wokół tytularnego obrazu, autorstwa Pietro Paolo Troisiego, oraz procesyjny posąg Matki Boskiej z Góry Karmel wykonany przez maltańskiego rzeźbiarza Andreę Imbrolla.
Budynek kościoła wpisany został 28 marca 2014 roku na listę National Inventory of the Cultural Property of the Maltese Islands pod poz. 2200.